# Саут-Ривер
Саут-Ривер (англ. South River) — боро в округе Мидлсекс штата Нью-Джерси (США). Население 16 тыс. чел. (2010).

## История
Поселения в районе Саут-Ривера было основано в 1720, но только в 1897 приобрело современный статус и вид. Тогда же, в конце ХІХ ст., начался быстрый рост населения за счёт множества эмигрантов из Восточной Европы. В 1890 году в Саут-Ривере жило 1796 человек, в 1900—2792, в 1910 — 4772, в 1915 — 6691. Таким образом, за 25 лет население выросло больше, чем в 3 раза. Приток эмигрантов продолжился и в 1920-е гг., и также после Второй мировой войны. В 1950 г. в Саут-Ривере проживало уже 11308 человек, а в 2000 — 15322.

## Белорусская диаспора в Саут-Ривере

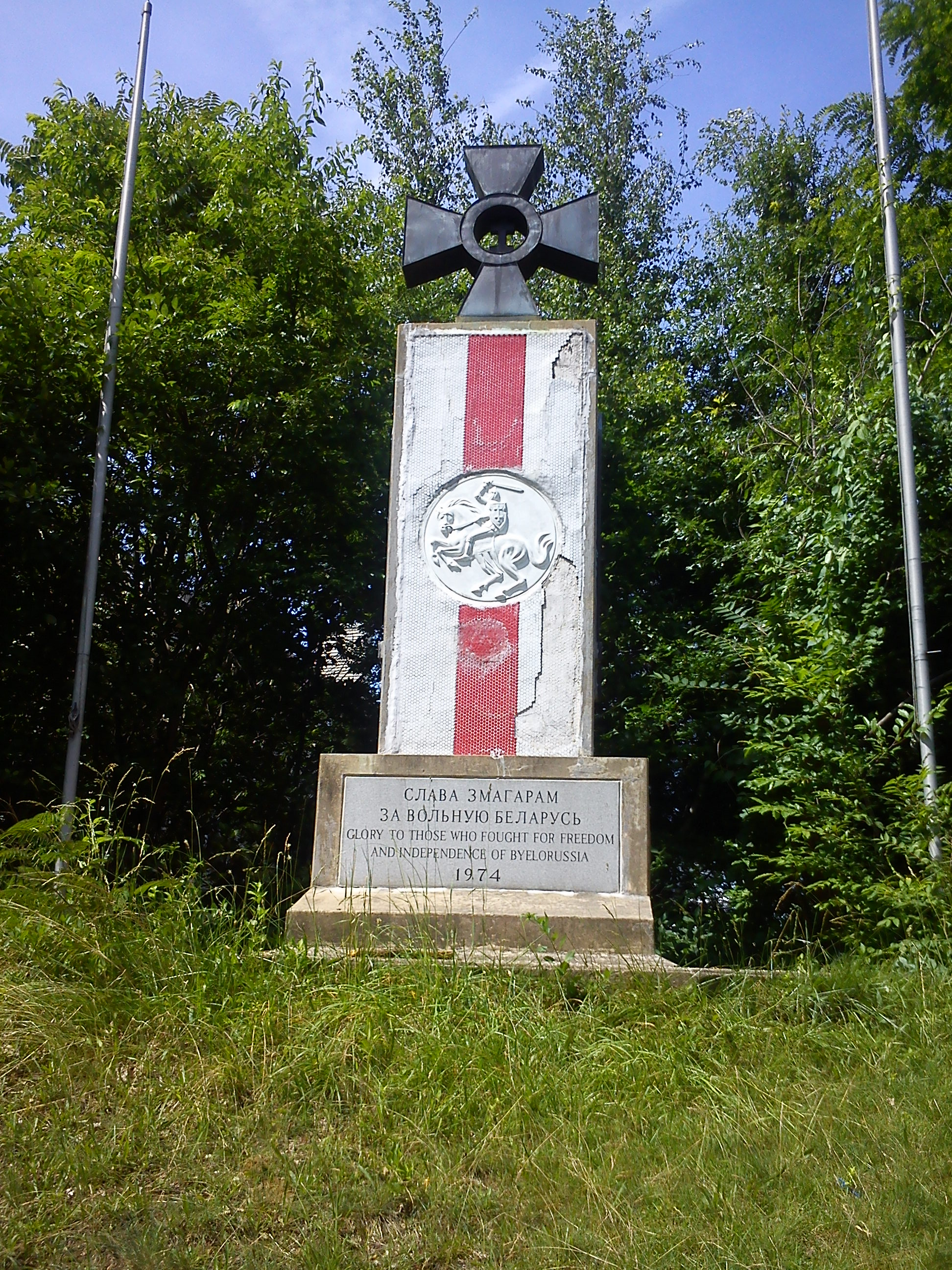
Монумент "За Вольную Беларусь" в городе Саут-Ривер, поставленный в 1974 году.

Саут-Ривер является одним из центров белорусской эмиграции в США. Белорусы стали переселяться сюда в конце XIX, начале XX века. В определенный момент две трети населения города составляли этнические славяне, выходцы с белорусских земель. Тогда эмигранты с районов Молодечно и Вилейки построили церковь святых Петра и Павла в юрисдикции РПЦ. Процесс белорусизации продолжился в 1950-е годы с переселением в Саут-Ривер нескольких десятков белорусских эмигрантов с послевоенной Германии. 
Белорусы построили церковь Св. Ефросиньи Полоцкой в юрисдикции Константинопольского Патриархата (т.е. Автокефальная церковь) , открылся Белорусско-Американский культурный центр. В Саут-Ривере действуют сразу несколько общественных объединений, а также издаются газеты на белорусском языке «Беларус у Амерыцы» и «Беларуская думка». На саут-риверском белорусском кладбище похоронены многие известные деятели эмиграции.